# Uroplectes otjimbinguensis
Espèce
Synonymes
- Lepreus otjimbinguensis Karsch, 1879

Uroplectes otjimbinguensis est une espèce de scorpions de la famille des Buthidae.

## Distribution
Cette espèce se rencontre en Namibie et en Angola.

## Description
Le tronc du mâle syntype mesure 12 mm et la queue 26 mm et le tronc de la femelle syntype mesure 14 mm et la queue paratype 22 mm.

## Liste des sous-espèces
Selon The Scorpion Files (01/04/2021) :
- Uroplectes otjimbinguensis otjimbinguensis (Karsch, 1879)
- Uroplectes otjimbinguensis massacarum Monard, 1937

## Systématique et taxinomie
Cette espèce a été décrite sous le protonyme Lepreus otjimbinguensis par Karsch en 1879. Elle est placée dans le genre Uroplectes par Kraepelin en 1899.

## Étymologie
Son nom d'espèce, composé de otjimbingu[e] et du suffixe latin -ensis, « qui vit dans, qui habite », lui a été donné en référence au lieu de sa découverte, Otjimbingwe.

## Publications originales
- Karsch, 1879 : « Skorpionologische Beiträge. II. » Mittheilungen des Münchener Entomologischen Vereins, vol. 3, no 2, p. 97-136 (texte intégral).
- Monard, 1937 : « Scorpions, Solifuges et Opilions d'Angola. » Revue Suisse de Zoologie, vol. 44, no 13, p. 251-270 (texte intégral).